# Independencia y Libertad
Independencia y Libertad es una localidad del estado mexicano de Durango. Es parte del municipio de Durango.

## Demografía
| Gráfica de evolución demográfica |
|                                  |

| Censo | Población |
| ----- | --------- |
| 1940  | 172       |
| 1950  | 412       |
| 1960  | 550       |
| 1970  | 735       |
| 1980  | 1 039     |
| 1990  | 924       |
| 2000  | 810       |
| 2010  | 890       |
| 2020  | 1 121     |